# Эффект храповика

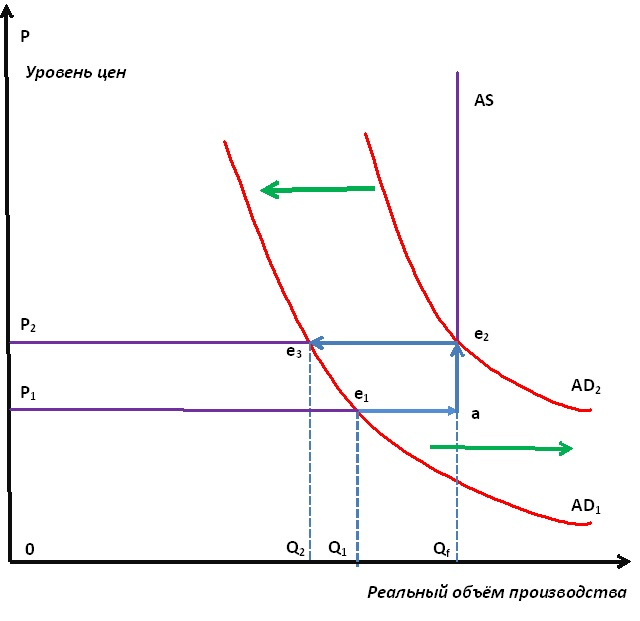
Эффект храповика

Эффект храповика — эффект в экономической теории, где храповик — это механизм, не позволяющий колесу проворачиваться в обратную сторону. Ряд экономических показателей, увеличившись, в краткосрочном периоде не обязательно снижаются до первоначального уровня. Термин впервые ввёл Джозеф Ш. Берлинер в 1952 году в ходе анализа мотиваций менеджеров фирм.

## Рост цен
Рост совокупного спроса вызывает рост цен на товары, а при сокращении совокупного спроса не обязательно приводит к снижению совокупного уровня цен, особенно в краткосрочном периоде. Цены сохраняются стабильными и возникает эффект храповика. Экономический смысл данного эффекта состоит в том, что изменения цен в сторону повышения происходят легче, чем в сторону понижения, то есть имеет место негибкость цен в сторону понижения. 
Причинами возникновения эффекта могут быть: 
- фиксированная контрактами заработная плата в себестоимости продукции;
- снижение производительности в связи со снижением зарплаты;
- потери от инвестиций в подготовку кадров решившихся сменить работодателя;
- правовые факторы, связанные с минимальным уровнем зарплаты и минимальным уровнем компенсаций при увольнении работников;
- монополизм на рынках, государственная политика регулирования цен или действия профсоюзов, препятствующих снижению номинальной заработной платы.

Действия процесса показаны на рисунке «Эффект храповика», где при увеличении совокупного спроса от AD1 до AD2 точка равновесия смещается с e1 к e2, где объём производства вырастает с Q1 до Qf, а уровень цен с P1 до P2. При последующем снижении совокупного спроса от AD2 до AD1 не возвращает экономику к исходному состоянию, а формирует новое равновесие в точке e3, при котором сохраняется прежнее цены P2, а объём производства падает ниже, чем первоначальный уровень до Q2, при этом может возникнуть рост безработицы. Эффект храповика приводит к смещению кривой совокупного предложения с P1aAS к P2e2AS.

## Рост государственного сектора
Эффект храповика при росте государственного сектора впервые описан в 1987 году в книге экономиста Роберта Хиггса «Кризис и Левиафан: Поворотные моменты роста американского правительства»: государственный сектор экономики активно растёт в период кризисов (в период войн или депрессий), а после их окончаний сжимается, но не до первоначального уровня.

## Мотивация менеджеров
В 1952 году в своей статье «Неформальная организация советских предприятий» Дж. Берлинер при анализе мотиваций менеджеров фирм установил, что те стремятся перевыполнять производственные планы не более, чем на 2 %, опасаясь того, что в следующем периоде план примут с более жесткими плановыми показателями. Такая же мотивация менеджеров по поводу освоения бюджета, когда они стремятся освоить его даже без всякой пользы для себя, опасаясь того, что бюджет может быть урезан в будущем. Так же поступают высококвалифицированные специалисты, работая в одном режиме с низкоквалифицированными, чтобы избежать увеличения нагрузки и т.д. Психологически данное явление иллюстрируется формулой «К хорошему привыкаешь гораздо быстрее, чем отвыкаешь от него».

## Критика
Ряд исследований показывают, что снижение цен после периода роста может приводить к ценам ниже первоначального уровня, что может быть связано с ослаблением действий профсоюзов, а конкуренция со стороны иностранных товаров не позволяет иметь монопольную власть на рынке, что подтверждается многочисленными спадами в экономике, когда цены находятся на минимальных значениях.